# Joël Jutge
Joël Jutge (Lavaur, 5 aprile 1966) è un ex arbitro di rugby a 15 e dirigente sportivo francese, direttore di gara internazionale di rugby a 15 e dal 2013 responsabile della commissione arbitrale di World Rugby.

## Biografia
In gioventù mediano di mischia nel Colomiers, a seguito di un infortunio al ginocchio smise di giocare a 25 anni, nel 1991, e intraprese l'attività arbitrale; il suo primo incontro di club a livello continentale fu il 19 settembre 1998, in Challenge Cup; una settimana più tardi giunse anche l'esordio in Heineken Cup.
Il suo esordio internazionale fu invece nel 1999, Figi - Spagna.
Tra i tornei internazionali di prestigio, oltre al Sei Nazioni (esordio nel 2002, Galles-Scozia), figura anche il Tri Nations (Nuova Zelanda-Sudafrica, edizione 2005) e, soprattutto, la Coppa del Mondo, alle cui edizioni 2003 e 2007 fu presente, con 8 incontri diretti (2 nel 2003, 6 nel 2007, tra cui il quarto di finale Argentina - Scozia, il suo ultimo test match diretto).
In totale sono 35 i match internazionali diretti da Jutge, e 47 nelle competizioni europee di club (di cui 42 in Heineken Cup).
A causa del riacutizzarsi del suo vecchio infortunio al ginocchio, dal 2007 Jutge non ha praticamente mai più diretto gare, e in diverse occasioni è stato costretto a chiedere di essere rimpiazzato; per via di tali problemi fisici non ha potuto dare disponibilità ad arbitrare durante il più recente tour dei British Lions, in Sudafrica (giugno 2009), per il quale peraltro era uno dei più forti candidati.
Il 13 luglio 2009 ha infine annunciato la sua decisione di smettere di arbitrare; dopo il ritiro è entrato a far parte dei quadri tecnici della Direzione Nazionale d'Arbitraggio della Federazione francese, mentre dal 2013 è a capo della Commissione Arbitrale del World Rugby.